# Kwijt (Suzan & Freek)
Kwijt is een lied van het Nederlandse zangduo Suzan & Freek. Het werd in 2022 als single uitgebracht en stond in 2023 als vijfde track op het album Iemand van vroeger.

## Achtergrond
Kwijt is geschreven door Suzan Stortelder, Arno Krabman, Freek Rikkerink, Léon Palmen en Martijn Konijnenburg en geproduceerd door Krabman. Het is een lied uit het genre nederpop. In het lied zingen de artiesten over een situatie waarin de artiesten niet meer nadenken over de dingen die om hun heen gebeuren en wat ze moeten doen, maar dat ze genieten van het moment en van elkaar. Daarnaast gaat het over het niet op de radar zijn van anderen. Dit beschreven gevoel hadden de artiesten tijdens hun vakantie in Italië in 2022. In de bijbehorende videoclip zijn dan ook beelden van deze vakantie te zien, opgenomen door Stortelder en Rikkerink zelf. Er was geen regisseur mee voor de clip en het budget voor de video is gebruikt voor de vakantie.
Op de B-kant van de single is een instrumentale versie van het lied te vinden. De single heeft in Nederland de dubbelplatina status.

## Hitnoteringen
Het duo had succes met het lied in het Nederlands taalgebied. In de veertien weken dat het in de Top 40 stond, kwam het tot de vijfde plaats. Het piekte op de twaalfde plaats van de Nederlandse Single Top 100, waarin het 23 weken stond. Het was negen weken in de Vlaamse Ultratop 50 te vinden en het kwam daar tot de dertigste plaats.

### Nederlandse Top 40
| Hitnotering: 10-09-2022 t/m 10-12-2022 | Hitnotering: 10-09-2022 t/m 10-12-2022 | Hitnotering: 10-09-2022 t/m 10-12-2022 | Hitnotering: 10-09-2022 t/m 10-12-2022 | Hitnotering: 10-09-2022 t/m 10-12-2022 | Hitnotering: 10-09-2022 t/m 10-12-2022 | Hitnotering: 10-09-2022 t/m 10-12-2022 | Hitnotering: 10-09-2022 t/m 10-12-2022 | Hitnotering: 10-09-2022 t/m 10-12-2022 | Hitnotering: 10-09-2022 t/m 10-12-2022 | Hitnotering: 10-09-2022 t/m 10-12-2022 | Hitnotering: 10-09-2022 t/m 10-12-2022 | Hitnotering: 10-09-2022 t/m 10-12-2022 | Hitnotering: 10-09-2022 t/m 10-12-2022 | Hitnotering: 10-09-2022 t/m 10-12-2022 | Hitnotering: 10-09-2022 t/m 10-12-2022 |
| Week:                                  | 1                                      | 2                                      | 3                                      | 4                                      | 5                                      | 6                                      | 7                                      | 8                                      | 9                                      | 10                                     | 11                                     | 12                                     | 13                                     | 14                                     |                                        |
| -------------------------------------- | -------------------------------------- | -------------------------------------- | -------------------------------------- | -------------------------------------- | -------------------------------------- | -------------------------------------- | -------------------------------------- | -------------------------------------- | -------------------------------------- | -------------------------------------- | -------------------------------------- | -------------------------------------- | -------------------------------------- | -------------------------------------- | -------------------------------------- |
| Positie:                               | 28                                     | 12                                     | 8                                      | 8                                      | 8                                      | 7                                      | 7                                      | 5                                      | 8                                      | 11                                     | 15                                     | 18                                     | 25                                     | 31                                     | uit                                    |

### NederlandseSingle Top 100
| Hitnotering (week 1 t/m 16): 10-09-2022 t/m 24-12-2022 Hitnotering (week 17 t/m 23): 07-01-2023 t/m 18-02-2023 | Hitnotering (week 1 t/m 16): 10-09-2022 t/m 24-12-2022 Hitnotering (week 17 t/m 23): 07-01-2023 t/m 18-02-2023 | Hitnotering (week 1 t/m 16): 10-09-2022 t/m 24-12-2022 Hitnotering (week 17 t/m 23): 07-01-2023 t/m 18-02-2023 | Hitnotering (week 1 t/m 16): 10-09-2022 t/m 24-12-2022 Hitnotering (week 17 t/m 23): 07-01-2023 t/m 18-02-2023 | Hitnotering (week 1 t/m 16): 10-09-2022 t/m 24-12-2022 Hitnotering (week 17 t/m 23): 07-01-2023 t/m 18-02-2023 | Hitnotering (week 1 t/m 16): 10-09-2022 t/m 24-12-2022 Hitnotering (week 17 t/m 23): 07-01-2023 t/m 18-02-2023 | Hitnotering (week 1 t/m 16): 10-09-2022 t/m 24-12-2022 Hitnotering (week 17 t/m 23): 07-01-2023 t/m 18-02-2023 | Hitnotering (week 1 t/m 16): 10-09-2022 t/m 24-12-2022 Hitnotering (week 17 t/m 23): 07-01-2023 t/m 18-02-2023 | Hitnotering (week 1 t/m 16): 10-09-2022 t/m 24-12-2022 Hitnotering (week 17 t/m 23): 07-01-2023 t/m 18-02-2023 | Hitnotering (week 1 t/m 16): 10-09-2022 t/m 24-12-2022 Hitnotering (week 17 t/m 23): 07-01-2023 t/m 18-02-2023 | Hitnotering (week 1 t/m 16): 10-09-2022 t/m 24-12-2022 Hitnotering (week 17 t/m 23): 07-01-2023 t/m 18-02-2023 | Hitnotering (week 1 t/m 16): 10-09-2022 t/m 24-12-2022 Hitnotering (week 17 t/m 23): 07-01-2023 t/m 18-02-2023 | Hitnotering (week 1 t/m 16): 10-09-2022 t/m 24-12-2022 Hitnotering (week 17 t/m 23): 07-01-2023 t/m 18-02-2023 | Hitnotering (week 1 t/m 16): 10-09-2022 t/m 24-12-2022 Hitnotering (week 17 t/m 23): 07-01-2023 t/m 18-02-2023 | Hitnotering (week 1 t/m 16): 10-09-2022 t/m 24-12-2022 Hitnotering (week 17 t/m 23): 07-01-2023 t/m 18-02-2023 | Hitnotering (week 1 t/m 16): 10-09-2022 t/m 24-12-2022 Hitnotering (week 17 t/m 23): 07-01-2023 t/m 18-02-2023 | Hitnotering (week 1 t/m 16): 10-09-2022 t/m 24-12-2022 Hitnotering (week 17 t/m 23): 07-01-2023 t/m 18-02-2023 | Hitnotering (week 1 t/m 16): 10-09-2022 t/m 24-12-2022 Hitnotering (week 17 t/m 23): 07-01-2023 t/m 18-02-2023 | Hitnotering (week 1 t/m 16): 10-09-2022 t/m 24-12-2022 Hitnotering (week 17 t/m 23): 07-01-2023 t/m 18-02-2023 | Hitnotering (week 1 t/m 16): 10-09-2022 t/m 24-12-2022 Hitnotering (week 17 t/m 23): 07-01-2023 t/m 18-02-2023 | Hitnotering (week 1 t/m 16): 10-09-2022 t/m 24-12-2022 Hitnotering (week 17 t/m 23): 07-01-2023 t/m 18-02-2023 | Hitnotering (week 1 t/m 16): 10-09-2022 t/m 24-12-2022 Hitnotering (week 17 t/m 23): 07-01-2023 t/m 18-02-2023 | Hitnotering (week 1 t/m 16): 10-09-2022 t/m 24-12-2022 Hitnotering (week 17 t/m 23): 07-01-2023 t/m 18-02-2023 | Hitnotering (week 1 t/m 16): 10-09-2022 t/m 24-12-2022 Hitnotering (week 17 t/m 23): 07-01-2023 t/m 18-02-2023 | Hitnotering (week 1 t/m 16): 10-09-2022 t/m 24-12-2022 Hitnotering (week 17 t/m 23): 07-01-2023 t/m 18-02-2023 | Hitnotering (week 1 t/m 16): 10-09-2022 t/m 24-12-2022 Hitnotering (week 17 t/m 23): 07-01-2023 t/m 18-02-2023 |
| Week: | 1 | 2 | 3 | 4 | 5 | 6 | 7 | 8 | 9 | 10 | 11 | 12 | 13 | 14 | 15 | 16 | | 17 | 18 | 19 | 20 | 21 | 22 | 23 | |
| --- | --- | --- | --- | --- | --- | --- | --- | --- | --- | --- | --- | --- | --- | --- | --- | --- | --- | --- | --- | --- | --- | --- | --- | --- | --- |
| Positie: | 18 | 17 | 15 | 12 | 12 | 12 | 13 | 14 | 16 | 17 | 16 | 23 | 26 | 41 | 56 | 79 | uit | 45 | 42 | 62 | 72 | 81 | 93 | 96 | uit |

### VlaamseUltratop 50
| Hitnotering (week 1 t/m 8): 17-09-2022 t/m 05-11-2022 Hitnotering (week 9): 26-11-2022 | Hitnotering (week 1 t/m 8): 17-09-2022 t/m 05-11-2022 Hitnotering (week 9): 26-11-2022 | Hitnotering (week 1 t/m 8): 17-09-2022 t/m 05-11-2022 Hitnotering (week 9): 26-11-2022 | Hitnotering (week 1 t/m 8): 17-09-2022 t/m 05-11-2022 Hitnotering (week 9): 26-11-2022 | Hitnotering (week 1 t/m 8): 17-09-2022 t/m 05-11-2022 Hitnotering (week 9): 26-11-2022 | Hitnotering (week 1 t/m 8): 17-09-2022 t/m 05-11-2022 Hitnotering (week 9): 26-11-2022 | Hitnotering (week 1 t/m 8): 17-09-2022 t/m 05-11-2022 Hitnotering (week 9): 26-11-2022 | Hitnotering (week 1 t/m 8): 17-09-2022 t/m 05-11-2022 Hitnotering (week 9): 26-11-2022 | Hitnotering (week 1 t/m 8): 17-09-2022 t/m 05-11-2022 Hitnotering (week 9): 26-11-2022 | Hitnotering (week 1 t/m 8): 17-09-2022 t/m 05-11-2022 Hitnotering (week 9): 26-11-2022 | Hitnotering (week 1 t/m 8): 17-09-2022 t/m 05-11-2022 Hitnotering (week 9): 26-11-2022 | Hitnotering (week 1 t/m 8): 17-09-2022 t/m 05-11-2022 Hitnotering (week 9): 26-11-2022 |
| Week:                                                                                  | 1                                                                                      | 2                                                                                      | 3                                                                                      | 4                                                                                      | 5                                                                                      | 6                                                                                      | 7                                                                                      | 8                                                                                      |                                                                                        | 9                                                                                      |                                                                                        |
| -------------------------------------------------------------------------------------- | -------------------------------------------------------------------------------------- | -------------------------------------------------------------------------------------- | -------------------------------------------------------------------------------------- | -------------------------------------------------------------------------------------- | -------------------------------------------------------------------------------------- | -------------------------------------------------------------------------------------- | -------------------------------------------------------------------------------------- | -------------------------------------------------------------------------------------- | -------------------------------------------------------------------------------------- | -------------------------------------------------------------------------------------- | -------------------------------------------------------------------------------------- |
| Positie:                                                                               | 34                                                                                     | 30                                                                                     | 39                                                                                     | 40                                                                                     | 36                                                                                     | 43                                                                                     | 38                                                                                     | 42                                                                                     | uit                                                                                    | 48                                                                                     | uit                                                                                    |

### NPO Radio 2 Top 2000
Kwijt stond alleen in 2023 in de NPO Radio 2 Top 2000, op plek 1323.